# Center for Advanced Water Research
Das Center for Advanced Water Research (CAWR) ist eine gemeinsame Einrichtung des Helmholtz Zentrums für Umweltforschung und der Technischen Universität Dresden. Etwa 500 wissenschaftliche Mitarbeiter befassen sich mit der Entwicklung und Erarbeitung neuer Technologien und Konzepte für ein nachhaltiges Wassermanagement.

## Forschung
Die ganzheitliche Betrachtung des Wassers mit seinen Wechselwirkungen im komplexen Umweltsystem ist Ziel des CAWR. Die Arbeiten reichen von der Grundlagen- bis zur anwendungsnahen Forschung und decken die Bereiche Natur- und Ingenieurwissenschaften, Sozial- und ökonomische Wissenschaften ab. Die Wissenschaftler des CAWR konzentrieren sich dabei auf folgende Schwerpunkttheme:
- Analyse der Wirkungszusammenhänge in natürlichen und anthropogen beeinflussten Hydrosystemen, vor allem Regulationsmechanismen und den Einfluss menschlicher Aktivitäten
- Entwicklung von Zustandsziele und Bewirtschaftungsstrategien für den nachhaltigen Umgang mit anthropogen beeinflussten Hydrosystemen, und bestimmten Risiken und Indikatoren für kritische Entwicklungstrends
- In Anbetracht von Wandelprozessen, Unsicherheiten und großer Komplexität nutzen sie Projektionen und Szenarien, um Hydrosysteme besser zu verstehen und zu steuern
- Um komplexe Hydrosysteme zu analysieren und Entscheidungsprozesse zu optimieren, entwickeln sie Werkzeuge wie Modelle, Visualisierungstechniken und neuartige Monitoringkonzepte

Diese Schwerpunktthemen werden in sechs thematisch-methodischen Kompetenzfeldern bearbeitet:
- Kompetenzfeld 1: Qualität im Wasserkreislauf (Prozessverständnis: Wasserkreislauf und Wasserqualität)
- Kompetenzfeld 2: Wassermenge- und knappheit im regionalen Kontext (Nachhaltiges Ressourcen-Management insbesondere in wasserknappen Einzugsgebieten)
- Kompetenzfeld 3: Urbane Wassersysteme (Prozesse und Stoffdynamik im urbanen System)
- Kompetenzfeld 4: Methoden der Datenerhebung und Informationsverarbeitung (Monitoring, Prozess- und Datenmodellierung)
- Kompetenzfeld 5: Gesellschaft und Klima im Wandel (Regionale Transformationsstrategien und Szenarien)
- Kompetenzfeld 6: Water Governance (Steuerungsziele, Hindernisse, Strategien und Instrumente)

## Lehre
Das Zentrum baut auf folgende Programme/Aktivitäten auf und arbeitet an der Erweiterung und Ergänzung dieser:
- Master-Programme: Hydro Science and Engineering,[2] Wasserwirtschaft, Hydrologie, Hydrobiologie, Abfallwirtschaft und Altlasten, Geodäsie, Geografie, Geoinformationstechnologien, Raumentwicklung und Naturressourcen, Forstwirtschaft
- Die Graduiertenschule HIGRADE[3] fördert das interdisziplinäre Denken und Forschen der Studenten, und unterstützt beim Publizieren und Umsetzen inter- und transdisziplinären Know-hows.
- Das Centre for International Postgraduate Studies of Environmental Management (CIPSEM)[4] ist verantwortlich für die Durchführung von Postgraduiertenkursen für Führungskräfte aus Entwicklungs- und Schwellenländern in Kooperation mit dem Umweltprogramm der Vereinten Nationen, der UNESCO, dem Umweltministerium und dem Umweltbundesamt.
- UNU-FLORES:[5] Das Institut für „Integrated Management of Material Fluxes and Resources“ wurde 2012 am Standort Dresden gegründet. Durch die enge Zusammenarbeit zwischen TUD, UFZ und UNU ist eine Anbindung an die Aktivitäten des UNU-Systems gegeben.
- Capacity Development (CD): Das im Rahmen des Verbundprojekts IWAS entwickelte Konzept liefert den Rahmen für ein CD von der individuellen, über die institutionelle Ebene bis hin zum regulatorischen System.
- IWRM E-learning[6] (gemeinsam mit IHP[7]): Open-Access-Systeme ergänzen die klassische Lehre.

## Geschichte
Die Gründung des Zentrums fand am 8. Oktober 2013 statt. Als Verbund zwischen universitärer und außeruniversitärer Forschung und mit einem Fokus auf inter- und transdisziplinäre Wasserforschung unterstützt das CAWR die Ziele der Water Science Alliance, der Plattform der deutschen Wasserforschungs-Community. Das CAWR trägt außerdem zur Forschung des Helmholtz Wasser-Netzwerks bei.